# Peder Marcussen
Peder Andreas Marinus Marcussen (Guldager, Esbjerg, Dinamarca Meridional, 26 de novembre de 1894 – Esbjerg, Dinamarca Meridional, 16 de desembre de 1972) va ser un gimnasta artístic danès que va competir a començaments del segle xx.
El 1920 va prendre part en els Jocs Olímpics d'Anvers, on va guanyar la medalla d'or en el concurs per equips, sistema lliure del programa de gimnàstica.